# Culicoides matsuzawai
Culicoides matsuzawai är en tvåvingeart som beskrevs av Tokunaga 1950. Culicoides matsuzawai ingår i släktet Culicoides och familjen svidknott. Inga underarter finns listade i Catalogue of Life.